# Újpalota (Magyarország)
Újpalota Budapest XV. kerületének városrésze, mely két negyedből áll: ismertebb az Újpalotai lakótelep, de jelentős még a Késmárk utcai úgynevezett munkahelyi övezet, más szóval iparterület.

## Fekvése
Határai: Szentmihályi út a Bánkút utcától – Rákospalotai határút – Vezseny utca – MÁV Körvasút - Drégelyvár utca – Madách utca – Hősök útja – Szerencs utca – Pörge utca délkeleti oldalán fekvő telkek délkeleti oldalait összekötő vonal – Gazdálkodó út – Bánkút utca a Szentmihályi útig.

## Kialakulása, története

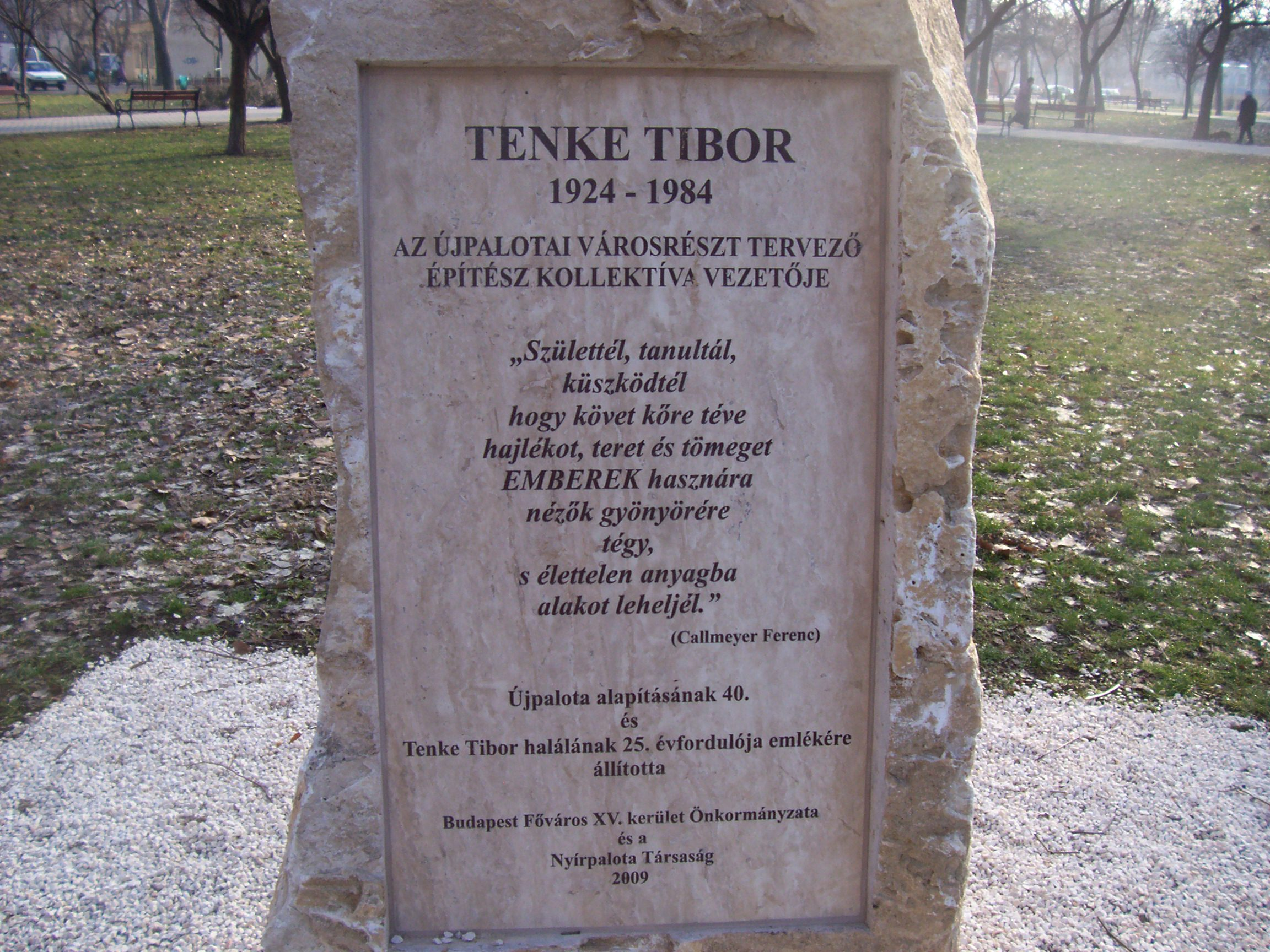
Tenke Tibor emléktáblája a Fő téren

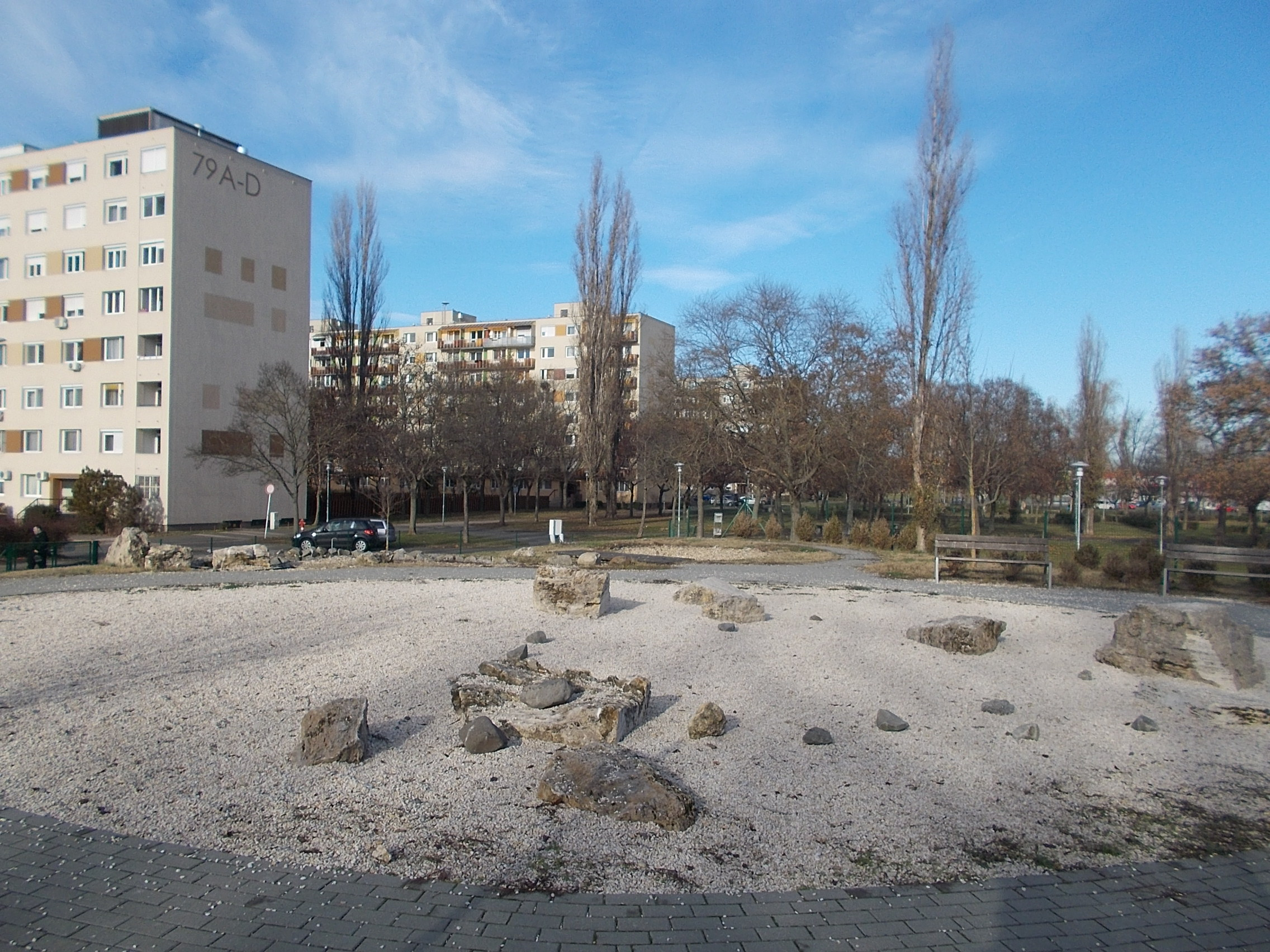
Kőrakás park

A mai Újpalota városrész területe 1950-ben lett Budapest része, azt megelőzően Rákospalotához, és kis részben Pestújhelyhez tartozott. A területen elsősorban mezőgazdasági művelés folyt, kevés lakójának egy része az úgynevezett Erdődűlőn, más része a Honfoglalástelepen élt. A Rákosszentmihállyal összeköttetést teremtő Késmárk utca környéki ipari üzemek kialakulása az 1910-es évekre tehető, de tervezett ipartelepítés csak az 1950-es években kezdődött.

### Késmárk utcai munkahelyi övezet
A kiépülő ipari negyedre elsőként a Resinol Illóolajgyár költözött az 1910-es években (a gyár központja Kőbányán volt), de az 1930-as évekre felszámolta telephelyét. A Ferroglobus (bejárata a Rákospalotai Körvasút sorról) 1952-ben költözött a környékre, a Villamosipari Kutató Intézet beruházásai 1962–1969 között zajlottak, a Mezőgazdasági Gépalkatrész Ellátó Vállalat (MEGÉV) 1967-ben alakult – ezen belül a későbbi Agrotek-székház 1965-ben és 1970-ben két ütemben épült fel – az Erőmű Javító és Karbantartó Vállalat építése pedig 1969-re fejeződött be.
Az Erőkart 1997-ben privatizálták, ekkortól Siemens Erőműtechnika Kft. néven működött tovább, a Raiffeisen Bank irodaháza 2002-re készült el

### Újpalotai lakótelep
A lakótelep alapkőletételére 1969-ben került sor. A Tenke Tibor vezette építészmérnöki kar, a Tervezésfejlesztési és Típustervező Intézet munkatársainak tervei alapján épült az egykori Pestújhelyi temető és részben a mezőgazdasági művelésből kivont területek helyére. Bontani előtte viszonylag kevés épületet kellett. Elsőként a Nyírpalota utca 1. készült el 1971-ben. Utoljára pedig az úgynevezett Víztoronyházba költöztek be a lakók 1976-ban. Az eredetileg tervezett 13 500 helyett végül 15 400 lakást adtak át. A szolgáltatók épületei 1978-ra készültek el. Valójában sosem lett kész teljesen, hiszen a Belvárostól 10 km távolságra elhelyezkedő Fő térre tervezett kulturális központot a források hiányára hivatkozva nem kezdték el építeni.
Eredetileg két – mára gyakorlatilag egybeforrt – részből áll: a Tenke Tibor, Callmeyer Ferenc, Mester Árpád által tervezett, Páskomliget lakótelep és az úgynevezett Frankovics Mihály úti lakótelep munkacímű projektekből. A két egységet a Késmárk utca választja el. Tervezésük ugyan külön történt, az építkezés viszont közel azonos időben zajlott, ezért a kezdeti különbségek később kiegyenlítődtek, így ma már nem tartják számon a telep két egységét.
A típustervek alapján készült panelházak elemei a Budapesti Házépítő Kombinát (BHK) III. számú, Dunakeszi házgyárában készültek.
Bár nem a lakótelepen épült, sőt, nem is Újpalotán, hanem Rákospalotán, a Szentmihályi út túloldalán mégis jelentős hatást gyakorolt a telepen élőkre az 1996-ban felépült Pólus Center és a 2003-ban átadott AsiaCenter.
2008. december 27-én szentelték fel a lakótelep – és a városrész – első templomát, a római katolikus Budapest újpalotai boldog Salkaházi Sára plébániatemplomot.
Tíz évre rá a második újpalotai templom is felépült, az Újpalotai Református Gyülekezet Száraznád utca 2. alatti épülete.

## Elnevezése

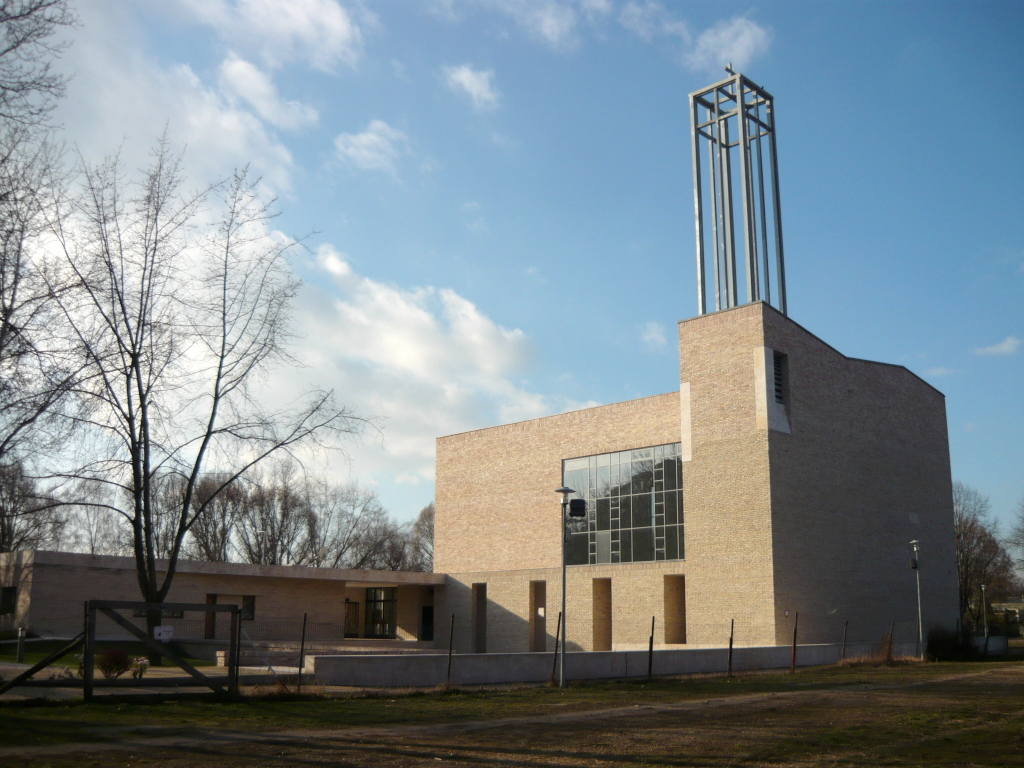
Az Újpalotai Boldog Salkaházi Sára Templom

Az Újpalota név kezdetben csak a lakótelepet jelölte, mára azonban városrészként nagyobb területet fed le. Mint önálló városrészt 1991-ben, a főváros városrészeinek kialakításáról szóló határozatban hozták létre. Nevének meghatározásakor felhasználták a korábban csak a lakótelepre értett Újpalota kifejezést. Ezt a nevet lakótelep építése előtti névkeresés során ötlötték ki Rákospalota nevéből, melyhez 1950-ig tartozott a terület, emlékezve a középkori Palota településre.

## Jelene
A Studio Metropolitana urbanisztikai kutatóközpont 2005-ben készült felmérése szerint  a vizsgált 14 lakótelepből Újpalota a 12. helyen végzett a lakóhely kedveltségét vizsgáló kérdésre adott válaszok alapján.

### Közlekedés
Az újpalotai lakótelepbe (pontosabban a Szentmihályi útba) torkollik a Thököly út folytatása. A körvasút felett 1973-ban átadott Csömöri úti felüljárón át a XV. kerületi Drégelyvár utcán és Nyírpalota úton halad tovább a forgalom. Ezek a lakótelep legfontosabb útvonalai. Szintén fontos szerepet tölt be a Szentmihályi út, ami az úgynevezett Munkáskörút része: Újpestről indul, és a XV. kerületen át Rákosszentmihályra vezet, három külső kerületet kötve össze.

### Közösségi közlekedés
Korábbi elképzelések szerint a lakótelepre kivezették volna a 4-es metrót (a metró neve tervezése óta DBR, vagyis Dél-Buda–Rákospalota), ez azonban költséghiány miatt mára már terv szinten sem létező jövőkép. (A nyomvonal helyét meghagyták a Nyírpalota utca mentén.) Helyette a legnagyobb forgalmat a 7-es, 7E, 8E, 108E és 133E buszjáratok bonyolítják le, amelyek a lakótelepet Budapest belvárosával és Dél-Budával kötik össze. Fontos még a 69-es villamos, amely Zuglón keresztül az 1-es metró Mexikói úti végállomásával teremt összeköttetést. A 96-os, a 196-os, a 196A, a 296-os, valamint a 296A jelzésű autóbuszok az Újpesti 3-as metró végállomásával, Békásmegyerrel és a Káposztásmegyeri lakóteleppel és az újpesti Fóti úttal köti össze a lakótelepet. A 130-as busz a 2-es metró Puskás Ferenc Stadion állomásáig, a 46-os és 146-os busz a XVI. és XVII. kerületek felé közlekedik. A 175-ös jelzésű járat pedig 
Árpádföldön át a H8-as és H9-es HÉV cinkotai állomásához kínál összeköttetést. Bár korábban volt közvetlen kapcsolata a lakótelepnek az Örs vezér terével, ma már csak az Újpalotát épphogy csak érintő 231-es és 277-es busz közlekedik abba az irányba (a két viszonylatnak mindössze három megállója érinti a lakótelepet).